# Archibald Butt
Archibald Willingham DeGraffenreid Clarendon Butt (Augusta, 26 settembre 1865 – Oceano Atlantico, 15 aprile 1912) è stato un giornalista e ufficiale statunitense.
Fu consigliere militare per i presidenti degli Stati Uniti d'America Theodore Roosevelt e William Howard Taft.
Butt si imbarcò nel 1912 nel Titanic e nei momenti precedenti al naufragio aiutò molte donne e bambini piangenti, rassicurandoli con un sorriso gentile, e li fece salire sulle scialuppe e sulle zattere dando il buon esempio agli altri uomini. Trovò la morte quella notte insieme al suo compagno con cui era legato sentimentalmente, il pittore Francis Davis Millet.